# Разлив нефти с платформы Ixtoc I
Ixtoc I (произносится «исток» или «иксток») — бывшая нефтяная скважина, созданная полупогружной нефтеразведочной платформой Sedco 135. Находилась в заливе Кампече на юге Мексиканского залива, около 100 км к северо-западу от города Сьюдад-дель-Кармен, на глубине около 50 метров. Авария на скважине 3 июня 1979 года привела к одному из крупнейших нефтяных разливов в истории добычи нефти.

## Авария
Компания Pemex (Petróleos Mexicanos), принадлежащая правительству Мексики, производила бурение нефтяной скважины на глубине более 3 км, когда в буровой установке Sedco 135 остановилась циркуляция (давление в стояке) бурового раствора. В современных системах роторного бурения, буровой раствор прогоняется в низ бурильной скважины и затем возвращается на поверхность через сеть специализированных бурильных труб. Целью этого действия является поддержание давления в буровом валу и контроль за возвратом раствора, вытесняющего газ из пласта.
Из-за остановки циркуляции раствора и цепи неправильных технических решений, нефть из месторождения под большим напором прорвалась на поверхность залива, воспламенилась и взорвалась, когда вступила в контакт с газовыми испарениями от двигателя, обеспечивающего электроэнергией буровую вышку на борту платформы. Платформа Sedco 135 загорелась и рухнула в море после нескольких часов непрерывного пожара.

## Утечка

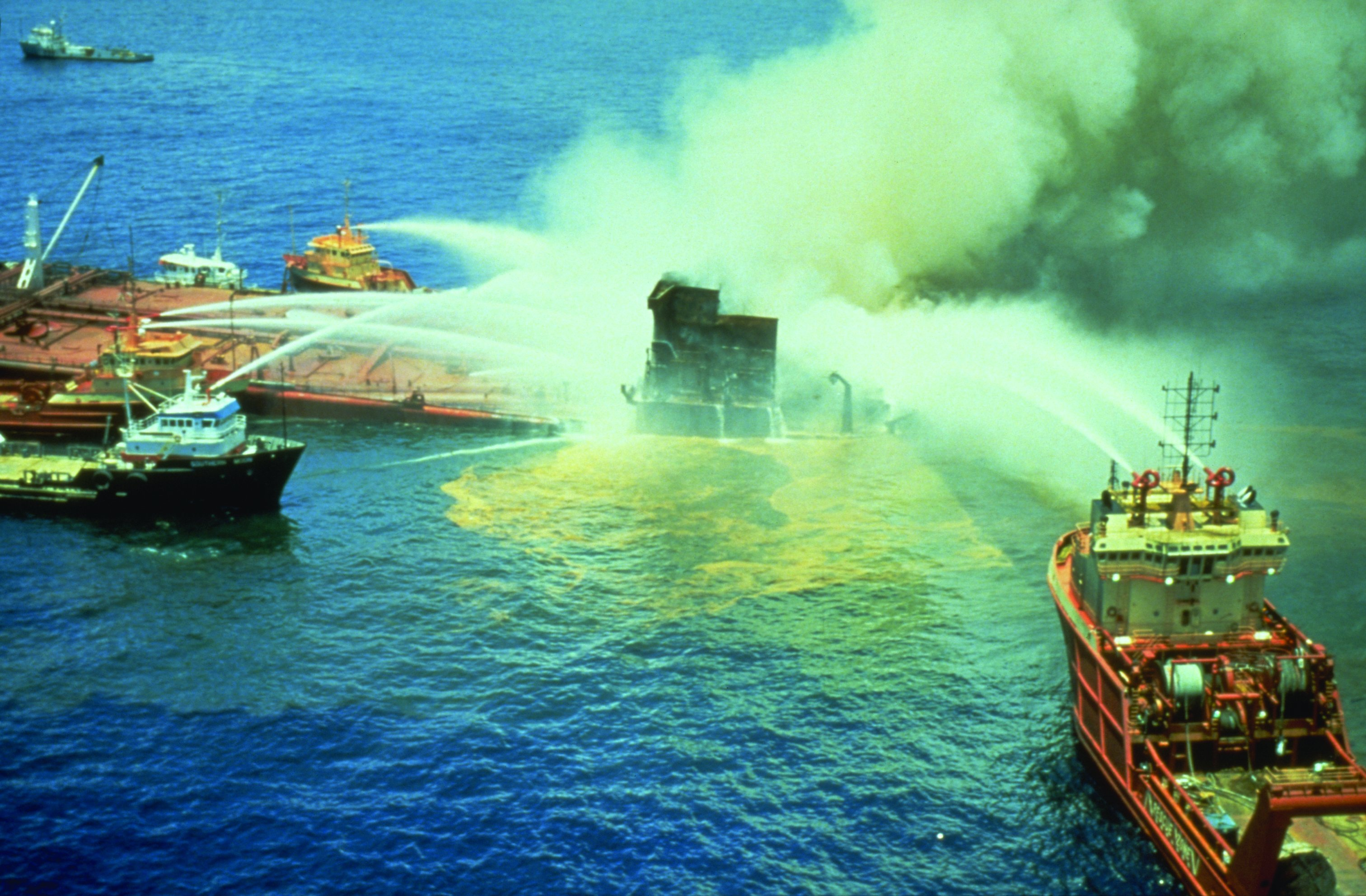

На начальном этапе разлива из скважины вытекало около 30 000 баррелей (5000 м³) нефти в сутки. В июле 1979 года, с помощью закачки бурового раствора в скважину выброс снизился до 3000 м³, а в августе — до 2000 м³ в сутки. Для уменьшения загрязнения производилось распыление химических диспергаторов (Корексит). Нефть продолжала течь в течение 290 дней. Окончательно остановить утечку удалось только 23 марта 1980 года при помощи бурения дополнительных скважин рядом с аварийной.

## Борьба с загрязнением
Несмотря на то, что авария произошла близ берегов Мексики, преобладающие течения несли нефть в направлении побережья Техаса. У правительства США было два месяца, чтобы установить боновые заграждения и принять другие меры для защиты. Pemex потратила около $100 млн на очистку нефти во избежание больших исков по компенсации ущерба.

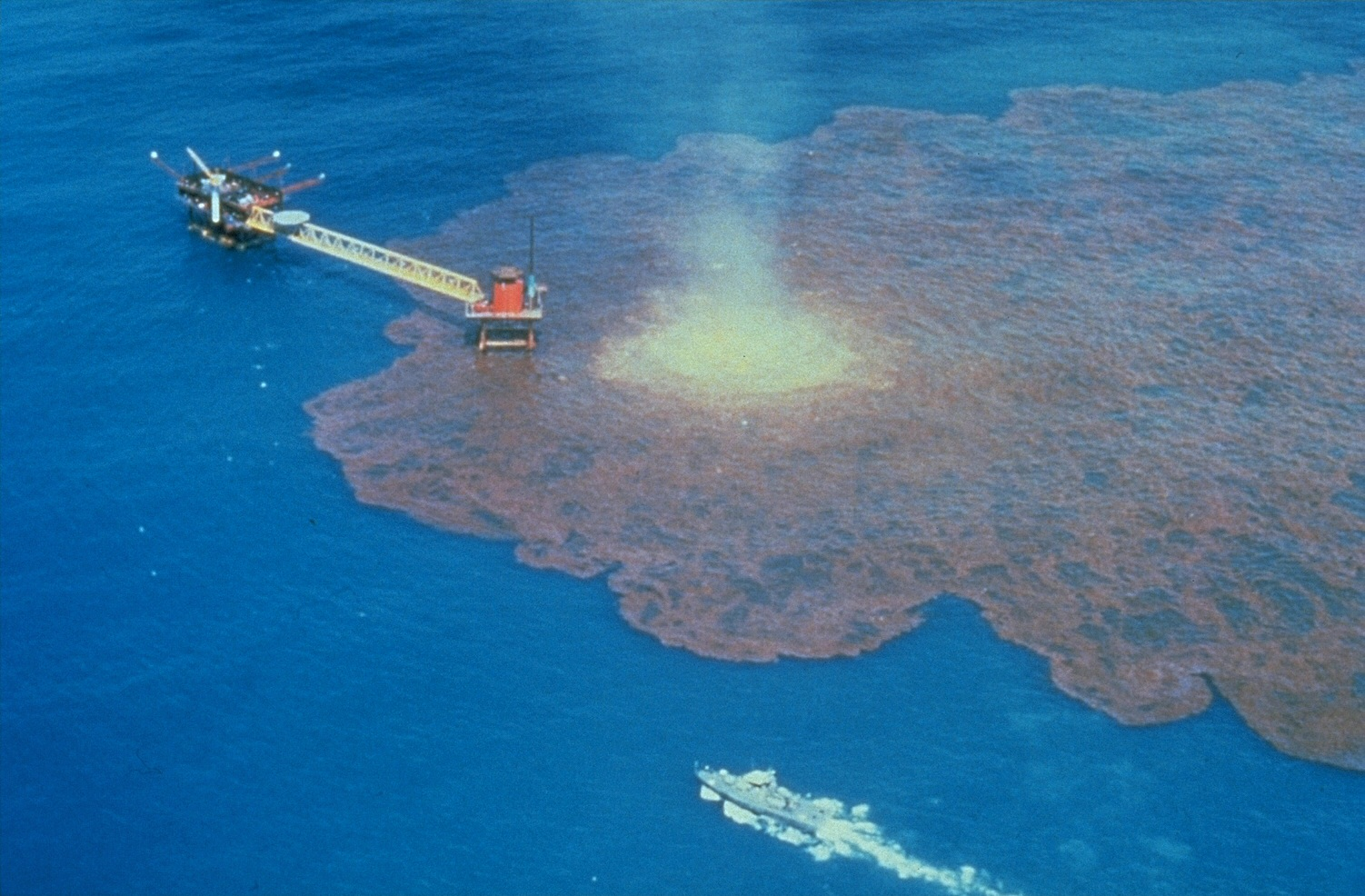

## Влияние на экологическую обстановку
Нефтью, которая вытекла из аварийной скважины, была загрязнена значительная часть прибрежной зоны в Мексиканском заливе, а также обширные прибрежные зоны, которые в основном состоят из песчаных пляжей и множество малых островов, ограждающих обширные мелководные лагуны.
По приблизительным подсчётам на мексиканские пляжи к началу сентября 1979 года было выброшено около 6000 тонн нефти. Исследования на побережье Техаса показали, что на нём осело около 4000 тонн нефти, или около 1 % от общего выброса скважины. Приблизительно 120 000 тонн или 25 %, опустилось на дно Мексиканского залива.
Нефть оказала сильное воздействие на прибрежную фауну и существенно снизила коммерческую добычу ракообразных, наиболее эксплуатируемых в Мексиканском заливе: коричневых (Farfantepenaeus aztecus), розовых (Farfantepenaeus duorarum) и белых креветок (Litopenaeus setiferus). На грани исчезновения оказались места гнездования птиц. Погибло множество морских черепах и кладок их яиц на побережье.
В загрязнённых районах к северу и к югу от места аварии мексиканскими властями была запрещена или ограничена рыбная ловля. Улов рыбы и осьминогов снизился на 50—70 % от уровней 1978 года. Для некоторых крупных пород животных потребовались годы, чтобы оправиться от нефтяного разлива.